# Provincia Nuestra Señora de Gracia de Chile
La Provincia Nuestra Señora de Gracia de Chile es una subdivisión administrativa y territorial que agrupa a los miembros de la Orden de San Agustín (agustinos). que tiene a cargo el territorio de Chile de manera ininterrumpida desde 1595.

## Historia
El 16 de febrero de 1595 desembarcaron en Valparaíso, provenientes de la Provincia Agustina Nuestra Señora de Gracia del Perú, el padre Cristóbal de Vera junto con los padres Francisco Díaz, Francisco de Hervás y Pedro de Torres acompañados por los profesos Juan de Sotomayor y Agustín Ramírez, encomendados a la misión de fundar una casa agustina en Chile por orden del rey Felipe II de España.
Al llegar a Santiago de Chile los religiosos agustinos fueron acogidos temporalmente el Convento Máximo San José de la Orden de la Merced (mercedarios) mientras buscaban un lugar para fundar su primera casa religiosa. La primera opción para erigir un convento fue en las casas donadas por el Maestre de Campo Miguel de Silva ubicadas a una cuadra de la Plaza de Armas. Sin embargo, el Provincial de los dominicos, Francisco de Riveros, logró que esta no se llevara a cabo alegando que no cumplía las exigencias legales de distancia mínima entre dos fundaciones religiosas. La solución provino de otro Francisco de Riberos que ofreció vender su casa y la de sus hermanos ubicadas en los solares 3 y 4 entre las actuales calles Agustinas, el paseo peatonal Estado, Moneda y San Antonio en un valor de 4.000 pesos.
Así el 31 de marzo de 1595 se fundó en Chile el primer convento de la Orden de San Agustín y el Templo Nuestra Señora de Gracia, conocido popularmente como Iglesia de San Agustín, en el lugar que fue la ubicación que tiene hasta el día de hoy.

## Conventos
Listado de los conventos agustinos de la Provincia chilena.

### Santiago Centro (1595 – )

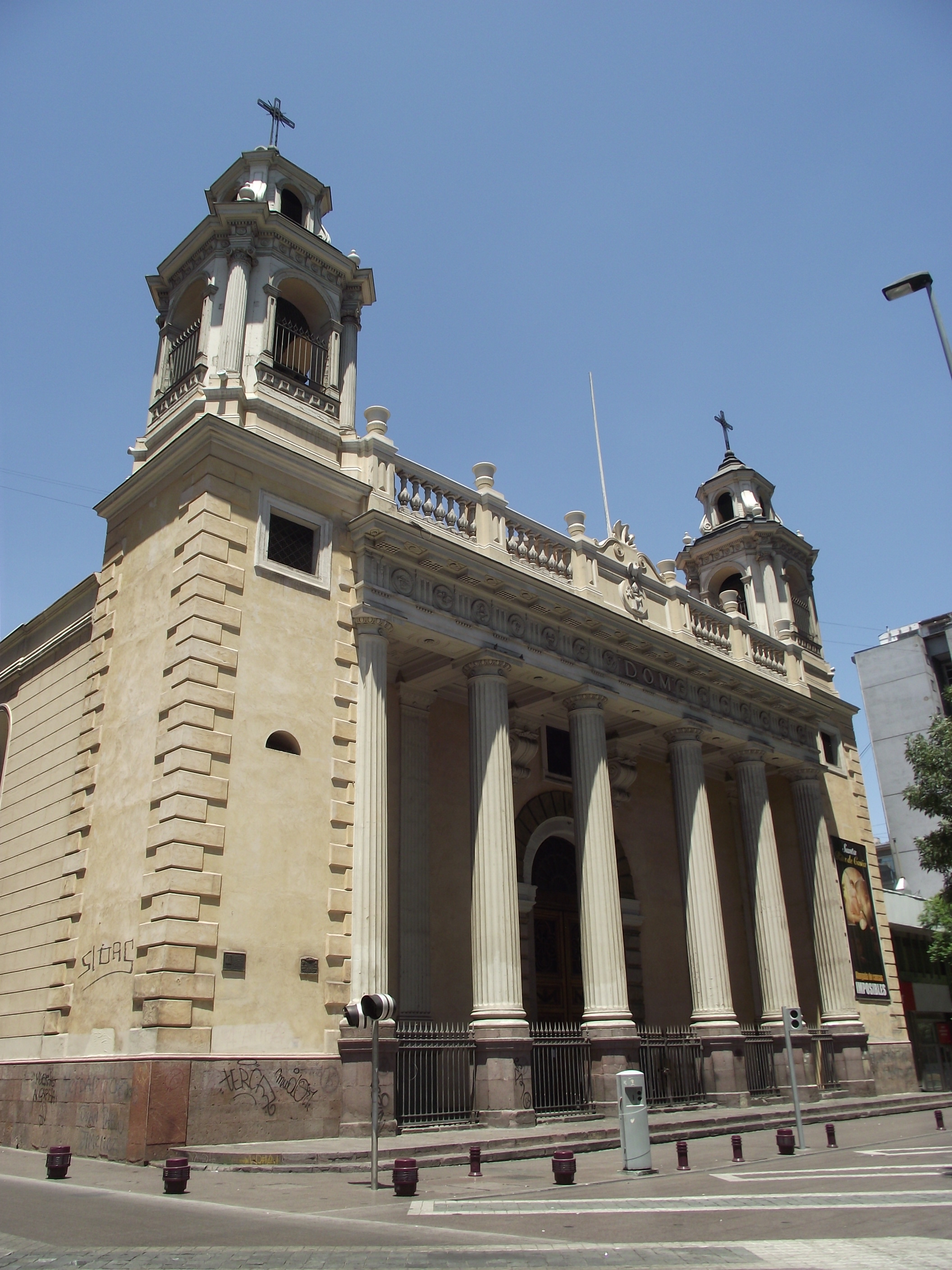

El Convento Nuestra Señora de Gracia es la Casa Madre de la Orden en Chile. La actual iglesia es la segunda más antigua de Chile aún en pie.
Gran parte de la iglesia antigua fue destruida por el terremoto de 1647 y con ello se inicia la tradición del Cristo de mayo. El terremoto de 2010 dañó las campanas, los campanarios, el altar principal. 

#### 1693 – 1775

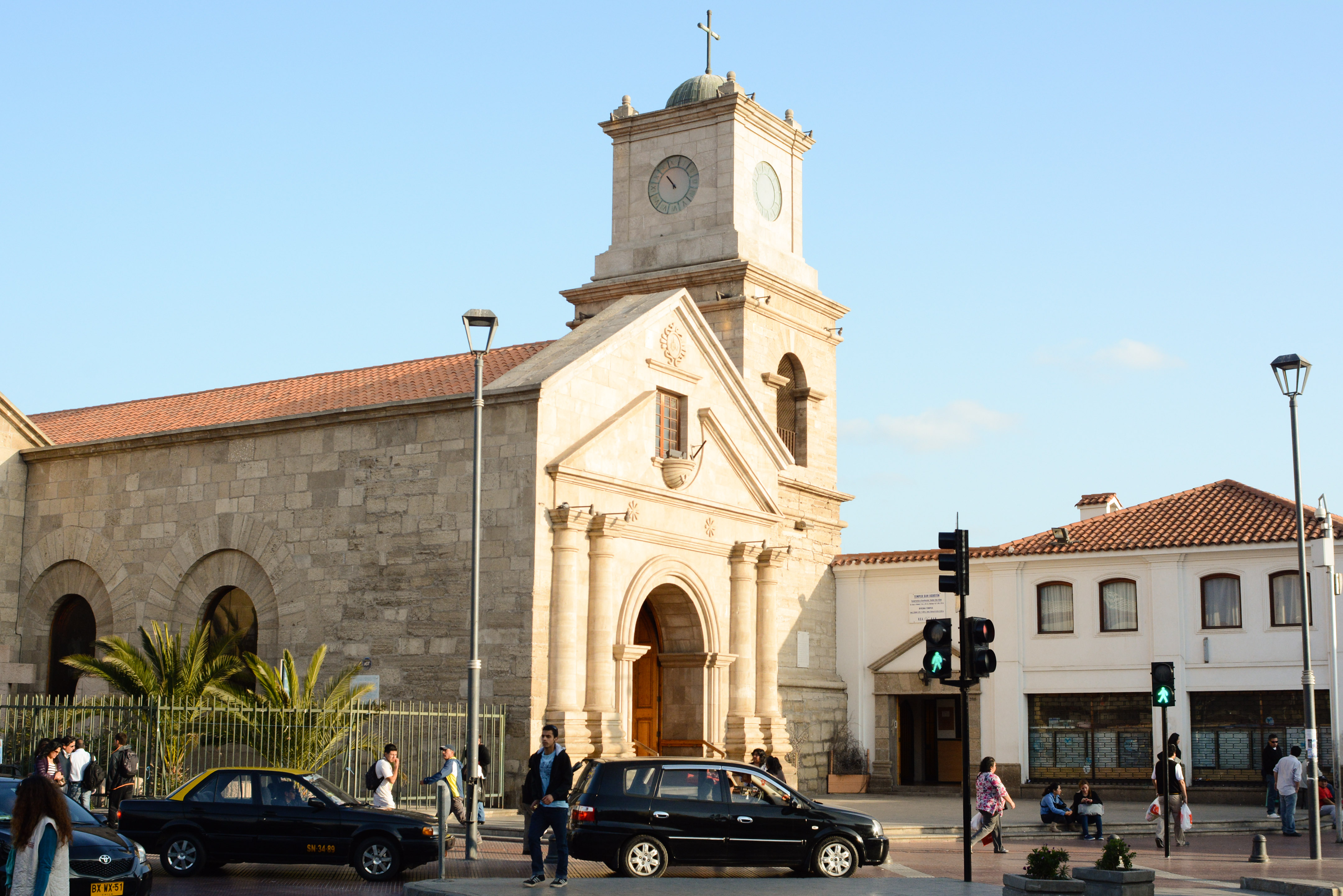

### La Serena (1595 – )

#### 1595 – 1680
El Convento Nuestra Señora de Gracia en La Serena fue la segunda fundación de la Orden en el país.

### Millapoa (1595 – 1599)
El Convento de Santa Cruz se ubicaba en Millapoa (Santa Cruz de Coya).

### Santiago, La Chimba (1601 – 1640)
El Convento San Juan de Sahagún fue la segunda fundación en Santiago y la primera comunidad religiosa en establecerse en La Chimba (actual Barrio Patronato).

### Concepción (1621 – )

#### Penco (1621 – 1751)
El Convento Nuestra Señora de Consolación y Correa fue fundado en 1621 en la actual ciudad de Penco pero destruido por el terremoto de 1751. Los religiosos abandonan esta ubicación y se trasladan junto con la ciudad de Concepción.

#### Concepción (1751 – )
El Convento se trasladó junto con la ciudad de Concepción a su actual ubicación luego del terremoto.
La nueva Iglesia y convento fueron destruidos por el terremoto de 1939. 
La iglesia actual fue terminada en 1958 y es sede del Colegio San Agustín de Concepción.

### Valparaíso (1627 –  1972)
1627 – 1834
El Convento San Nicolás de Puerto Claro fue fundado en 1627 en lo que actualmente es el Palacio de los Tribunales de Justicia de Valparaíso. El Ascensor San Agustín fue llamado así por el antiguo convento.
1844 – 1972
El Convento se refunda frente a la cambia a la actual Plaza de la Victoria y se levanta la Iglesia del Espíritu Santo. El Ascensor Espírito Santo fue nombrado así por el antiguo convento.

### San Juan, Argentina (1635 – 1944)
El Convento San Juan de la Frontera en la ciudad San Juan (de Cuyo) fue la primera fundación en lo que actualmente es Argentina. Fundado en 1635, fue destruido durante el terremoto de 1944.

### Mendoza, Argentina (1657 – )
1657 – 1861
El Convento Santa Mónica fue fundado en la ciudad de Mendoza en 1657. Fue destruido durante el terremoto de 1861 y las ruinas demolidas en 1953.

### La Estrella (1659 – )
El Convento San Nicolás de Tolentino, también conocido como San Nicolás de la Estrella, fue fundado en 1659, y dio origen al pueblo y comuna de La Estrella. La elaborada iglesia fue destruida por el terremoto de 1985. Las ruinas del templo se conservaban hasta el terremoto de 2010.

### Santiago, Alameda (1660 –1906)
El Convento del Carmen, también conocido como del Colegio o de La Cañada fue un importante convento de la Orden en Santiago donde se ubicaron los estudios de la Provincia chilena. Tenía una gran extensión y se encontraba en la calle Alameda. 
Además de ser casa de estudios, funcionó como noviciado y como la primera sede del Colegio San Agustín de Santiago.

### Quillota (1728 – 1873)
El Convento Nuestra Señora del Carmen fue fundado en 1728 en la ciudad de Quillota. Actualmente es ocupado por el Instituto Rafael Ariztía.

### Melipilla (1746 – )
El Convento Santa Mónica y Santa Rita y su iglesia fue fundado en 1746 con el traslado de frailes luego de la destrucción del convento en Parral. La actual iglesia fue levantada en 1893.

### San Fernando (1888 – )
El Convento Nuestra Señora de Guadalupe fue fundado en 1888 en San Fernando con el traslado de religiosos del Convento San Nicolás en La Estrella luego de su destrucción.

### Quilpué (1934 – )
El Convento Nuestra Señora del Buen Consejo o de Quilpué fue fundado en 1914 en Quilpué. Los religiosos fundaron ahí el Colegio Santo Tomás de Villanueva. Actualmente es sede de la Parroquia María Madre de la Iglesia. Parte del convento original se conserva.

### Tobalaba, Santiago (1934 – 1964)
El Convento Santo Tomás de Villanueva fue fundado en 1934 en la Chacra de Tobalaba (o Chacra del Buen Consejo) como casa de estudios y seminario de la Orden, en reemplazo del histórico Convento del Carmen en la Alameda. En la  entrada del convento se ubicaban grandes palmas que se conservan en la intersección de la calle Emilia Téllez con Avenida Ossa. La calle paralela lleva el nombre Los Agustinos en relación con el antiguo seminario. El Convento y La Chacra fueron vendidos en 1964 y el Convento fue trasladado a una nueva ubicación en la Chacra de Valparaíso.

### Chacra de Valparaíso, Ñuñoa, Santiago (1964 – )
El Convento Santo Tomás de Villanueva, actual seminario de la Orden, fue trasladado desde Tobalaba a un nuevo edificio en 1964 en la Chacra de Valparaíso en Ñuñoa.
En el mismo sitio se fundó el Convento San Agustín y se trasladó el Colegio San Agustín de Santiago a su tercera y actual ubicación.
Con la construcción de la Calle Dublé Almeyda se separó el terreno de la Orden dejando en el lado norte el Colegio y el Convento San Agustín y al lado sur el Convento del seminario.

### San Pedro de la Paz (1966 – )
El Convento Santa Rita de Cascia fue fundado en 1966 en San Pedro de la Paz y es la fundación más reciente de la Orden.